# Miles Addison
Miles Vivien Esifi Addison (Newham, 7 gennaio 1989) è un ex calciatore inglese, di ruolo difensore.

## Carriera

### Club
Ha giocato nella prima divisione scozzese e nella seconda divisione inglese.

### Nazionale
Il 27 agosto 2009 ha esordito con la Nazionale inglese Under-21 in una partita valida per le qualificazioni all'Europeo di categoria contro la Grecia.